# Landrethun-lès-Ardres
Landrethun-lès-Ardres (flämisch: Landerten) ist eine französische Gemeinde mit 792 Einwohnern (Stand: 1. Januar 2022) im Département Pas-de-Calais in der Region Hauts-de-France. Soe gehört zum Arrondissement Calais und zum Kanton Calais-2.

## Geographie
Die Gemeinde Landrethun-lès-Ardres liegt im Regionalen Naturpark Caps et Marais d’Opale, 15 Kilometer südsüdöstlich von Calais. Nachbargemeinden von Landrethun-lès-Ardres sind Brêmes im Nordwesten und Norden, Louches im Norden und Osten, Clerques im Südosten, Licques im Süden und Südwesten sowie Rodelinghem im Westen und Nordwesten.

## Bevölkerungsentwicklung
| Jahr                       | 1962 | 1968 | 1975 | 1982 | 1990 | 1999 | 2006 | 2013 | 2022 |
| -------------------------- | ---- | ---- | ---- | ---- | ---- | ---- | ---- | ---- | ---- |
| Einwohner                  | 451  | 414  | 399  | 469  | 568  | 599  | 671  | 730  | 792  |
| Quellen: Cassini und INSEE |      |      |      |      |      |      |      |      |      |

## Sehenswürdigkeiten
- Kirche Saint-Martin aus dem 19. Jahrhundert
- Kapelle von Yeuse

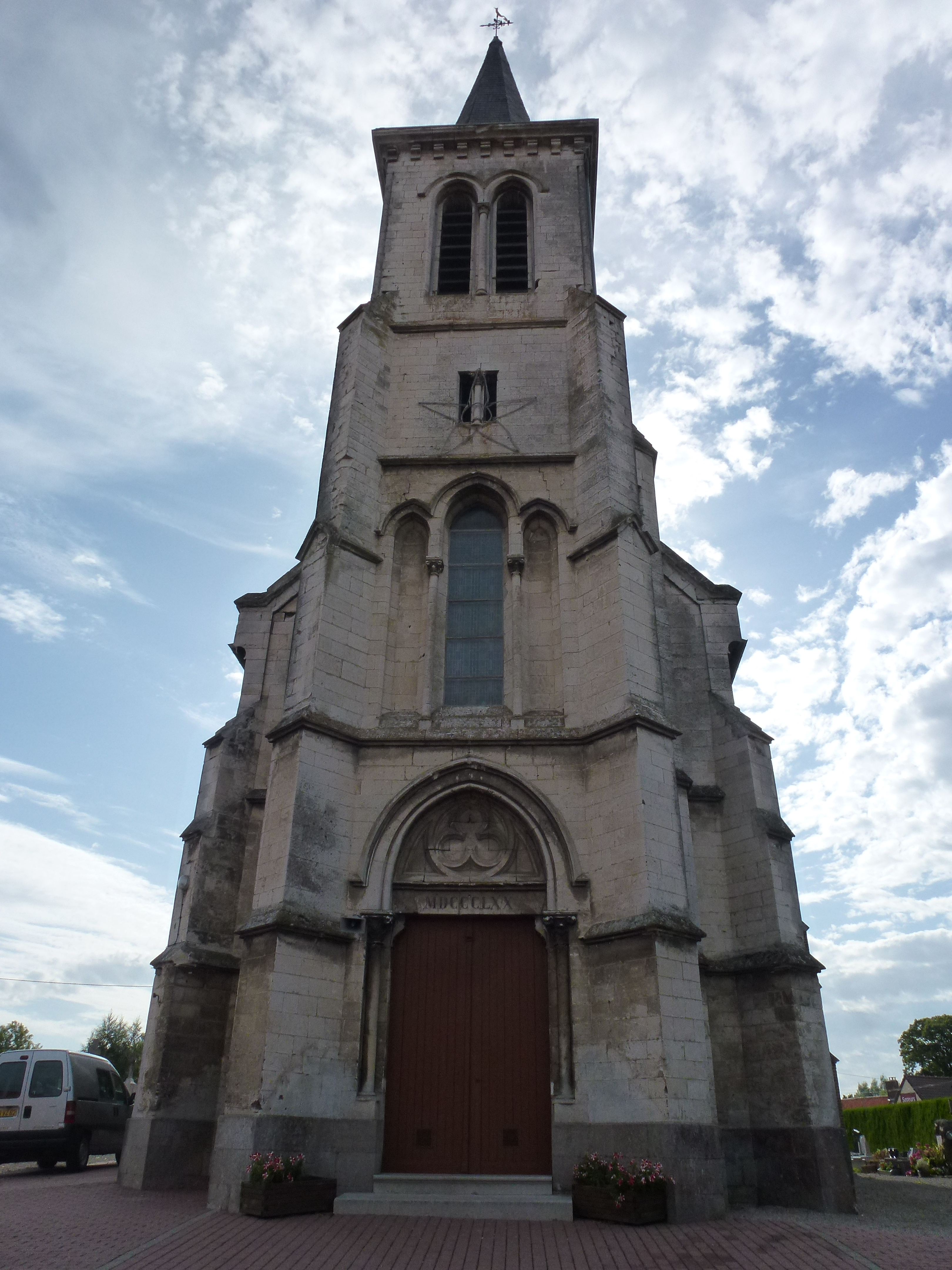
Kirche Saint-Martin
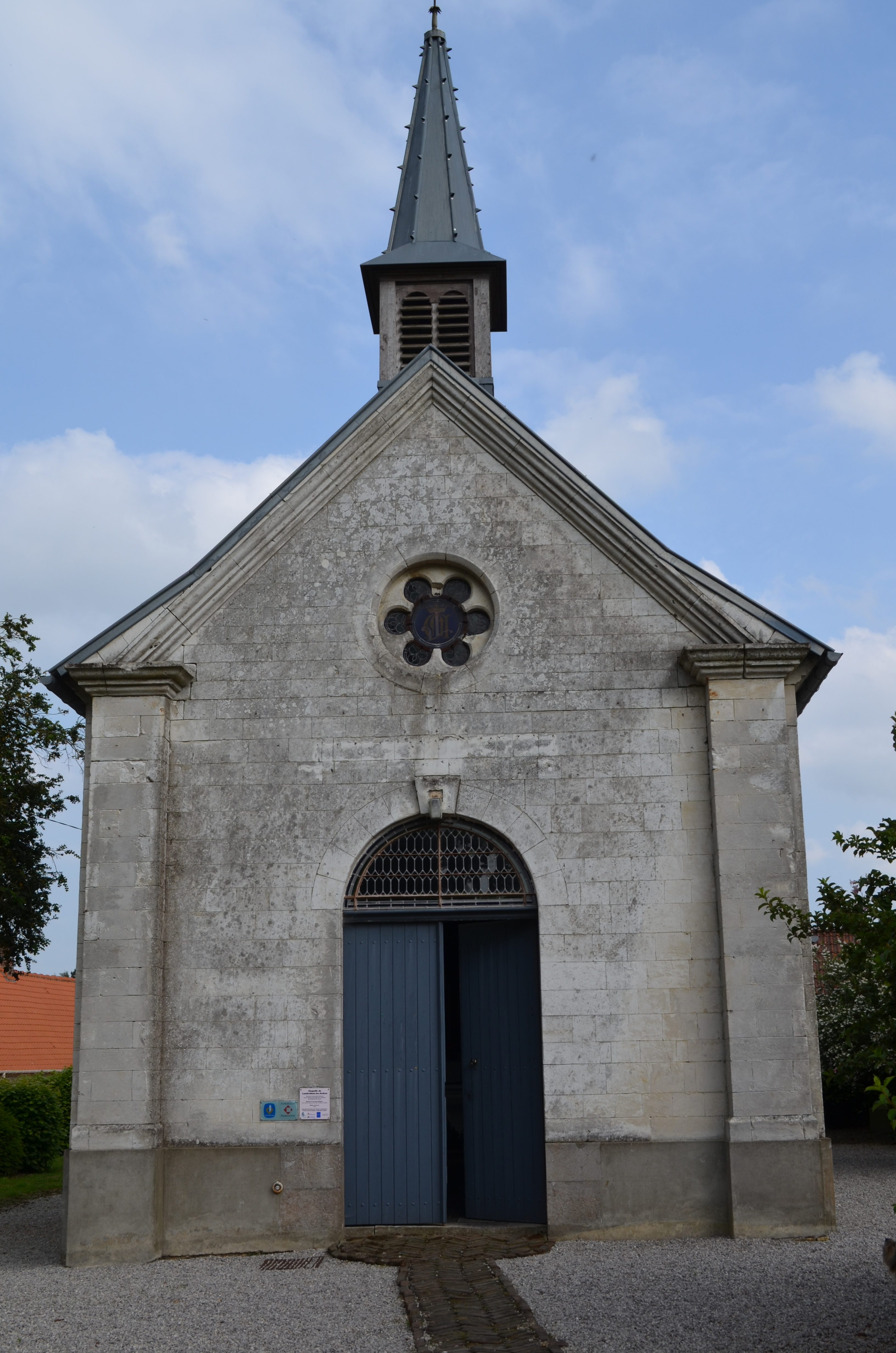
Kapelle von Yeuse